# Tour de France 1972
Tour de France 1972 var den 59. udgave af Tour de France og fandt sted fra den 1. juli til den 22. juli. 
Løbet bestod af 20 etaper på i alt 3.847 km, kørt med en gennemsnitsfart på 35,516 km/t. 

## Podieplaceringer
De tre øverstplacerede i løbet var i rækkefølge: 
- Eddy Merckx (BEL)
- Felice Gimondi (ITA)
- Raymond Poulidor (FRA)

| Cykling | Spire Denne artikel om cykling er en spire som bør udbygges. Du er velkommen til at hjælpe Wikipedia ved at udvide den. |